# Zhang Ming
Zhang Ming  (张明 張明, pinyin : Zhāng Míng), né en juin 1957, est un diplomate chinois actuellement secrétaire général de l'Organisation de coopération de Shanghai.

## Biographie
Zhang naît dans le Xian de Li, dans la province du Henan. Il obtient un diplôme de la faculté des langues asiatiques et africaines de l'Université des langues étrangères de Pékin. Il commence sa carrière politique en 1975 et rejoint le Parti communiste chinois en 1983.
En 2001, il devient directeur général adjoint du bureau général du ministère des Affaires étrangères. En 2011, il est nommé ministre adjoint des Affaires étrangères, chargé du bureau général, du personnel et des travaux d'archives. En décembre 2013, il devient vice-ministre des Affaires étrangères.
En octobre 2017, il part pour Bruxelles comme ambassadeur de la république populaire de Chine auprès de l'Union européenne. En décembre 2021, dans le discours qu'il prononce en quittant ses fonctions, il préconise la coopération, le multilatéralisme et une meilleure communication dans les relations Chine-UE.
En janvier 2022, il devient secrétaire général de l'Organisation de coopération de Shanghai.